# Macrohymenium acidodon
Macrohymenium acidodon är en bladmossart som beskrevs av Frans François Dozy och Molkenboer 1848. Macrohymenium acidodon ingår i släktet Macrohymenium och familjen Sematophyllaceae. Inga underarter finns listade i Catalogue of Life.